# Ophiothrix vetusta
Ophiothrix vetusta is een slangster uit de familie Ophiotrichidae.
De wetenschappelijke naam van de soort werd in 1930 gepubliceerd door René Koehler.